# Папуга-віхтьохвіст буруйський
Папуга-віхтьохвіст буруйський (Prioniturus mada) — вид папугоподібних птахів родини Psittaculidae. Ендемік Індонезії.

## Опис

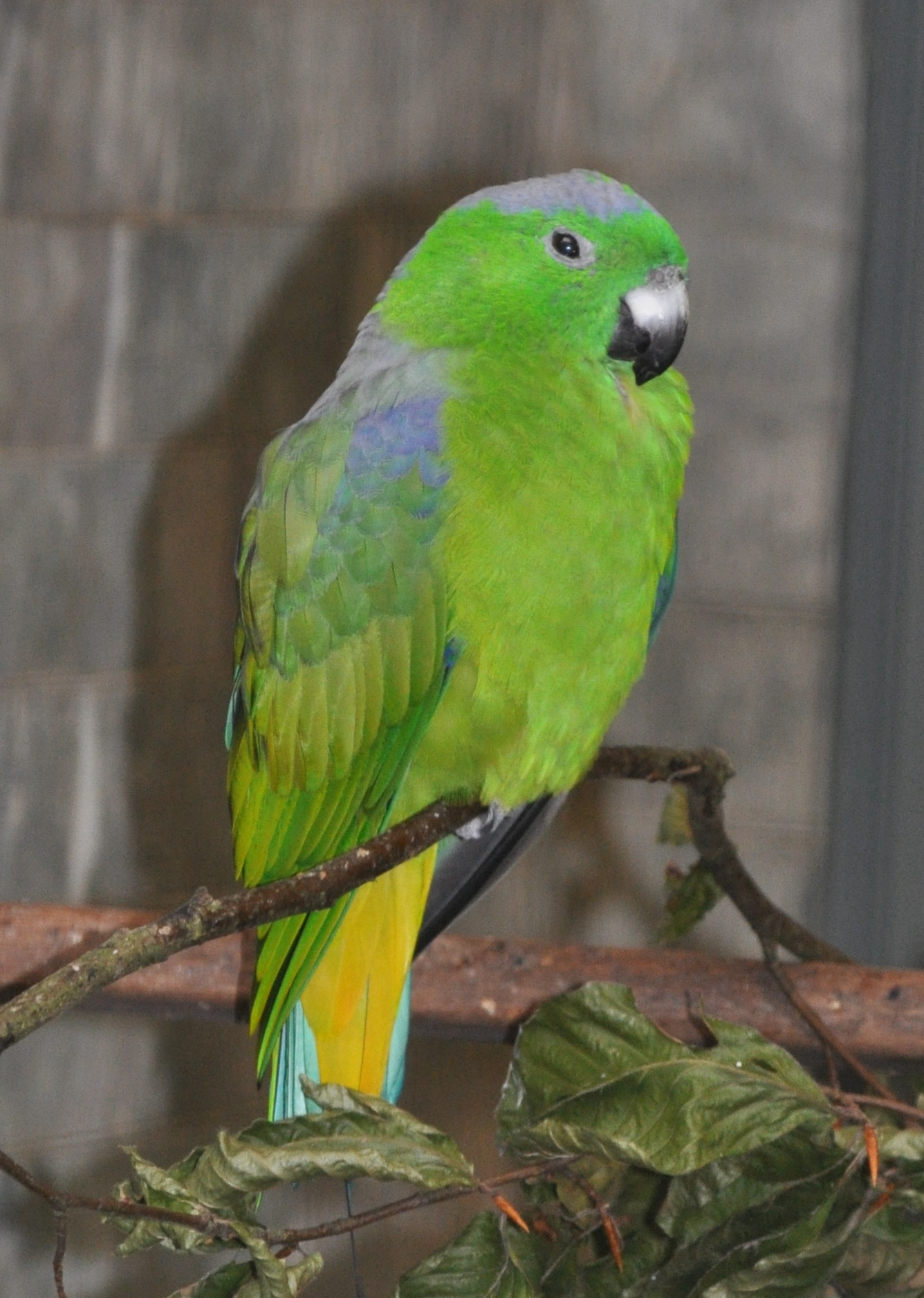
Самець буруйського папуги-віхтьохвоста

Довжина птаха становить 29-32 см. Забарвлення переважно зелене, груди і живіт дещо блідіші, жовтувато-зелені. На тімені тьмяна фіолетово-синя пляма. Спина, гузка і другорядні покривні пера крил фіолетово-сині, крила зелені з синіми краями. Нижні покривні пера крил і хвоста зеленувато-жовті. Стернові пера зелені з темно-синіми кінчиками, два центральних стернових пера видовжені, мають голі стрижні, на кінці у них темно-сині "віхті".  Навколо очей вузькі сірі кільця, дзьоб світло-синювато-роговий, на кінці чорний. Очі темно-карі, лапи сірі. У самиць верхня верхня частина тіла повністю зелена.

## Поширення і екологія
Буруйські папуги-віхтьохвости є ендеміками острова Буру. Вони живуть у вологих рівнинних і гірських тропічних лісах та в мангрових лісах. Зустрічаються невеликими зграйками до 10 птахів, на висоті до 1750 м над рівнем моря. Живлятся насінням, плодами, ягодами і квітками. Ведуть кочовий спосіб життя, мігрують в пошуках сезонних плодів. Сезон розмноження триває з грудня по лютий. Гніздяться в дуплах дерев, в кладці до 5 яєць.